# Episodi di Chase
La prima ed unica stagione della serie televisiva Chase è stata trasmessa in prima visione assoluta negli Stati Uniti d'America da NBC dal 20 settembre 2010 al 21 maggio 2011. A causa dei bassi ascolti la programmazione è stata interrotta dopo la messa in onda del tredicesimo episodio, a fine gennaio 2011; i rimanenti cinque episodi sono stati trasmessi dal 23 aprile al 21 maggio 2011, con lo spostamento del giorno di programmazione dal lunedì al sabato.
In Italia la stagione è stata trasmessa in prima visione dal canale pay Premium Crime, della piattaforma Mediaset Premium, dal 4 luglio al 29 agosto 2011, mentre in chiaro è stata trasmessa da Rete 4 dal 4 luglio 2012.
| nº | Titolo originale     | Titolo italiano                              | Prima TV USA      | Prima TV Italia |
| -- | -------------------- | -------------------------------------------- | ----------------- | --------------- |
| 1  | Pilot                | Sceriffi federali                            | 20 settembre 2010 | 4 luglio 2011   |
| 2  | Repo                 | Caccia al lupo                               | 27 settembre 2010 | 4 luglio 2011   |
| 3  | The Comeback Kid     | Il ritorno del fuorilegge                    | 4 ottobre 2010    | 11 luglio 2011  |
| 4  | Paranoia             | Paranoia                                     | 11 ottobre 2010   | 11 luglio 2011  |
| 5  | Above the Law        | Al di sopra della legge                      | 18 ottobre 2010   | 18 luglio 2011  |
| 6  | Havoc                | Bombe di rabbia                              | 25 ottobre 2010   | 18 luglio 2011  |
| 7  | The Posse            | Il finto agente                              | 8 novembre 2010   | 25 luglio 2011  |
| 8  | The Longest Night    | La notte più lunga                           | 11 novembre 2010  | 25 luglio 2011  |
| 9  | Crazy Love           | Amore folle                                  | 22 novembre 2010  | 1º agosto 2011  |
| 10 | Under the Radar      | Nel bene o nel male                          | 29 novembre 2010  | 1º agosto 2011  |
| 11 | Betrayed             | Tradito                                      | 6 dicembre 2010   | 8 agosto 2011   |
| 12 | Narco, Part 1 & 2    | Trafficanti di morte (prima e seconda parte) | 19 gennaio 2011   | 8 agosto 2011   |
| 13 | Narco, Part 1 & 2    | Trafficanti di morte (prima e seconda parte) | 26 gennaio 2011   | 15 agosto 2011  |
| 14 | Father Figure        | Figura paterna                               | 23 aprile 2011    | 15 agosto 2011  |
| 15 | Seven Years          | Sette anni                                   | 30 aprile 2011    | 22 agosto 2011  |
| 16 | Roundup              | La retata                                    | 7 maggio 2011     | 22 agosto 2011  |
| 17 | The Man At The Altar | L'uomo sull'altare                           | 14 maggio 2011    | 29 agosto 2011  |
| 18 | Annie                | Annie                                        | 21 maggio 2011    | 29 agosto 2011  |

## Sceriffi federali
- Titolo originale: Pilot
- Diretto da: David Nutter
- Scritto da: Jennifer Johnson

### Trama
- Ascolti USA: telespettatori 7 940 000[5]

Annie Frost è uno sceriffo federale capitano di una squadra che si occupa di catturare latitanti in Texas

## Caccia al lupo
- Titolo originale: Repo
- Diretto da: Karen Gaviola
- Scritto da: Greg Plageman

### Trama
- Ascolti USA: telespettatori 6 334 000[6]